# Елизаветградковский район
Елизаветгра́дковский район (укр. Єлизаветградківський район) — бывшая административно-территориальная единица Зиновьевского округа, а также Одесской, Николаевской и Кировоградской областей Украинской ССР, с центром в посёлке городского типа Елизаветградка (ныне — Гайдамацкое)

## История
Образован 7 марта 1923 года из территории бывших Елисаветградковской, Оситняжской и Федварской волостей Елисаветградского уезда и вошёл в состав Елисаветградского (с августа 1924 — Зиновьевского) округа Одесской губернии. В 1926 году к району была присоединена большая часть упразднённого Цибулёвского района. В сентябре 1930 года все округа в Украинской ССР были ликвидированы и Елизаветградковский район перешёл в прямое подчинение руководству республики.
В 1931 году в состав район был расформирован и его территория вошла в состав Знаменского района. Восстановлен в 1935 году, включив в себя 21 сельский совет, выделенный из Знаменского района, и вошёл в состав Одесской области. Постановлением ЦИК СССР от 22 сентября 1937 года Елизаветградковский район из состава Одесской области был передан в состав Николаевской области. В 1938 году Великосеверинковский сельский совет, с центром в селе Великая Северинка, был передан в состав Кировского района. Указом Президиума Верховного Совета СССР от 10 января 1939 года район включён в состав образованной этим же указом Кировоградской области.
Елизаветградковский район был расформирован в ноябре 1959 года, его территория была включена в состав Александровского района.

## Состав района
По состоянию на 1946 год, район включал в себя следующие населённые пункты:
- Букварский сельский совет:
  - Букварка
  - хутор Лысый
  - хутор Раздолье
  - хутор Тарасовка
- Весёлокутский сельский совет:
  - Весёлый Кут
- Гутницкий сельский совет:
  - Гутницкая
- Елизаветградковский сельский совет:
  - Елизаветградка
  - Плешки
- Зелёногайский сельский совет:
  - Зелёный Гай
  - хутор Антоновичи
  - хутор Ильюшино
- Красносельский сельский совет:
  - Красноселье
- Лозоватский сельский совет:
  - Кандаурово
  - Лозоватка
  - Подмогильное
- Николаевский сельский совет:
  - Николаевка
  - Нововладимировка
- Михайловский сельский совет:
  - Григоровка
  - Каменный Яр
  - Михайловка
- Мотроновский сельский совет:
  - Ивановка
  - Мотроновка
  - Нововасильевка
  - хутор Богдановка
  - хутор Весёлый Клин
- Нерубайский сельский совет:
  - Нерубайка
  - Ясиновое
- Оситняжский сельский совет:
  - Оситняжка
  - Поклитаровка
- Петровский сельский совет:
  - Васильевка
  - Петрово
  - Ульяновка
- Подлесненский сельский совет:
  - Подлесное
- Пушкинский сельский совет:
  - Пушкино
  - хутор Среброярка
- Родниковский сельский совет:
  - Любомирка
  - Пенькино
  - Родниковка
- Тясминовский сельский совет:
  - Тясминовка
- Цветновский сельский совет:
  - Ружичево
  - Цветное
- Цибулёвский сельский совет:
  - Цибулёво
- Чутовский сельский совет:
  - Чернолеска
  - Чутовка